# Sematophyllum subbrachytheciiforme
Sematophyllum subbrachytheciiforme är en bladmossart som beskrevs av Potier de la Varde 1955. Sematophyllum subbrachytheciiforme ingår i släktet Sematophyllum och familjen Sematophyllaceae. Inga underarter finns listade i Catalogue of Life.